# Suicide Girls
Suicide Girls és un lloc web de pornografia softcore altporn amb models de perfil gòtic o punk. També funciona com una comunitat virtual on es publiquen anuncis i perfils dels seus membres, a més d'entrevistes amb personatges del món de la cultura alternativa. El discurs de l'empresa fa ús d'una retòrica pro-feminista i diu promocionar una forma de poder de la dona a través del control de la seva sexualitat. Accedir a gran part d'aquest lloc requereix un registre i és de pagament. El terme Altporn (pornografia alternativa) ha estat utilitzat dintre dels mitjans i a Internet per a descriure l'estil d'erotisme ofert per aquest lloc i altres de similars que han proliferat posteriorment.
El lloc Suicide Girls i el seu concepte va ser creat per l'empresa SG Services, Inc. i els socis són Sean Suicide (Sean Suhl) i Missy Suicide (Selena Mooney) l'any 2001, a Portland (Oregon). El 2003, el lloc de les operacions va ser desplaçat a Los Angeles (Califòrnia). El lloc és privat i els seus propietaris són Steve Simitzis (servidor i administrador de SG) i la seva dona Olivia Ball (programadora del lloc i una Suicide Girl).